# Hydrobiusini
Hydrobiusini – plemię chrząszczy z rodziny kałużnicowatych i podrodziny Hydrophilinae. Kosmopolityczne. Obejmuje około 50 opisanych gatunków. W zapisie kopalnym znane są od kredy wczesnej.

## Morfologia
Chrząszcze o umiarkowanie lub silnie wysklepionym, w zarysie okrągławym do wydłużonego ciele długości od 4 do 13,5 mm (wg niektórych źródeł nawet do 15 mm), przy czym większość gatunków mieści się w przedziale od 6 do 10 mm. Ubarwienie wierzchu ciała bywa od jasnobrązowego po czarne.
Głowa ma odsłoniętą, dobrze zesklerotyzowaną wargę górną, czułki zbudowane z dziewięciu członów, z których trzy ostatnie formują buławkę, oraz krótsze niż szerokość głowy głaszczki szczękowe o wszystkich członach dowewnętrznie zakrzywionych.
Przedplecze jest wyraźnie szersze niż dłuższe. Tarczka jest dobrze widoczna, z tyłu zaostrzona. Pokrywy zwykle mają dobrze wykształcone punkty w dziesięciu rzędach, jak i punkty szczecinkowe (chetopory, trichobotria) poza nimi, rzadko punktowanie rzędowe jest zredukowane. Krawędź pokryw tylko u trzech rodzajów jest wyraźnie piłkowana. Przedpiersie osiąga przeciętną długość i bywa zaopatrzone w podłużne żeberko środkowe. Śródpiersie bywa płaskie lub pośrodku wysklepione.
Na spodzie odwłoka widocznych jest pięć wolnych sternitów (od trzeciego do siódmego). Z wyjątkiem rodzaju Hybogralius ostatni z nich ma u wierzchołka krawędź ze ścięciem lub wykrojeniem porośniętym grubymi szczecinkami. U trzech rodzajów pod pokrywami, na trzecim laterosternicie obecne są elementy aparatu strydulacyjnego zorganizowane w listewki rozmieszczone w gęstych szeregach poprzecznych. U pozostałych rodzajów laterosternit ma pośrodku tylko bezładnie i gęsto rozmieszczone, haczykowate włoski mikroskopowe (mikrotrichia).

## Biologia i ekologia
Wśród Hydrobiusini dominują chrząszcze wodne. W ich przypadku w wodzie żyją zarówno larwy, jak i owady dorosłe, natomiast na lądzie następuje przepoczwarczenie. Należą do nich zarówno gatunki występujące w wodach stojących, jak i płynących, przy czym aż cztery rodzaje zasiedlają strumienie i potoki. Wyjątkowi są hawajscy przedstawiciele Limnoxenus – rodzaj ten pierwotnie związany jest z wodami stojącymi, jednak na Hawajach dostosował się do zasiedlania wód płynących, mokrych skał (hygropetryczność), a nawet środowisk całkiem lądowych (jeden z gatunków żyje w nadrzewnych płatach mchów).
Larwy wodne w większości przypadków oddychają powietrzem atmosferycznym. Są one metapneustyczne – o dużych, funkcjonalnych przetchlinkach umieszczonych na ósmym segmencie odwłoka i zamkniętych w przedsionku utworzonym z modyfikacji segmentów od ósmego do dziesiątego. Przedsionek ten otwiera się, kiedy larwa wystawia czubek odwłoka ponad taflę by czerpać powietrze i zamyka, gdy larwa się zanurza. Wyjątkiem są jednak bentosowe larwy Hybogralius, które nie mają ani przedsionka przetchlinkowego ani skrzelotchawek i wchłaniają tlen z wody całą powierzchnią ciała.

## Rozprzestrzenienie
Plemię kosmopolityczne, znane ze wszystkich krain zoogeograficznych, najliczniej reprezentowane w strefach klimatu umiarkowanego półkuli północnej i południowej. Sześć gatunków znanych jest z krainy nearktycznej. Ponad 20 gatunków występuje w Palearktyce. Spośród nich trzy znane są z Europy, w tym dwa z Polski – wywłoka rdzaworoga i Limnoxenus niger. 23 gatunki stwierdzono z Chin, w tym 14 endemitów. Trzy gatunki są endemitami Japonii. Po dwa gatunki odnotowano z Indii, Bhutanu, Nepalu, Tajlandii i Laosu, po jednym z Korei Południowej i Wietnamu. Dwa gatunki z dwóch rodzajów występują w Australii i na Nowej Kaledonii, jeden zaś w Nowej Zelandii. Siedem gatunków z rodzaju Limnoxenus to endemity Hawajów. Po jednym endemicznym gatunku mają Południowa Afryka i południowa część Ameryki Południowej.

## Taksonomia i ewolucja
Takson ten wprowadził w 1844 roku Étienne Mulsant jako Hydrobiaires, jedną z pięciu grup w obrębie Hydrophilines. W randze plemienia Hydrobiini w obrębie podrodziny Hydrophilinae takson ten pojawił się w systemie wprowadzonym w pracach z 1916 i 1919 roku przez Armanda d’Orchymonta. W 1991 roku nową systematykę kałużnicowatych na podstawie wyników morfologicznej analizy filogenetycznej wprowadził Michael Hansen. Omawiany takson otrzymał rangę podplemienia Hydrobiina w obrębie szerzej definiowanych Hydrophilini, natomiast jako osobne plemię wyróżnione zostały Sperchopsini. Kolejnej rewizji dokonali w 2013 roku Andrew E.Z. Short i Martin Fikáček na podstawie obszernej analizy molekularnej. Po niej omawiany takson wrócił do rangi plemienia pod nazwą Hydrobiusini, a Sperchopsini zostały z nim zsynonimizowane. Podział plemienia na rodzaje zweryfikowany został na podstawie wyników kolejnej analizy filogenetycznej w 2017 roku przez Andrew E.Z. Shorta, Jeffreya Cole’a i Emmanuela F.A. Toussainta.
Do plemienia należy około 50 opisanych gatunków, sklasyfikowanych w 10 rodzajach:
- Ametor Semenow, 1900
- †Baissalarva Fikáček et al., 2014
- †Cretoxenus Fikáček et al., 2014
- Hydrobius Leach, 1815 – wywłoka
- Limnohydrobius Reitter, 1909
- Limnoxenus Motschulsky, 1853
- Limnocyclus Balfour-Browne, 1939
- Hydramara Knisch, 1925
- Hybogralius d’Orchymont, 1942
- Hydrocassis Fairmaire, 1878
- Sperchopsis LeConte, 1861

Monofiletyzm tak definiowanego plemienia oraz zajmowanie przez nie siostrzanej pozycji względem Hydrophilini potwierdzają wyniki molekularnych analiz Andrew E.Z. Shorta i Martina Fikáčka z 2013 roku oraz Andrew E.Z. Shorta i innych z 2017 roku, przy czym dowody morfologiczne na zagnieżdżanie się Sperchopsini Hansena w obrębie Hydrobiusini znaleźli już w 2007 roku Andrew E.Z. Short i James K. Liebherr.
Wyniki analizy Emmanuela F.A. Toussainta i Andrew E.Z. Shorta z 2017 roku metodą BioGeoBEARS wskazują, że plemię wyewoluowało w kredzie wczesnej na terenie Laurazji, tym niemniej autorzy nie wykluczają całkowicie jego gondwańskiego pochodzenia (inna analiza pokazała, że w zachodniej Gondwanie wyewoluowało siostrzane plemię Hydrophilini). Z kredy wczesnej znane są skamieniałości Baissalarva hydrobioides odnalezione w Buriacji oraz Cretoxenus australis odnalezione w Australii. Na przełomie wczesnej i późnej kredy plemię rozdzieliło się na dwa klady. Jeden, cechujący się zmodyfikowanymi, wysoko zorganizowanymi elementami strydulacyjnymi, obejmuje bazalny rodzaj Hybogralius oraz grupę koronną złożoną z gatunków z rodzajów Limnoxenus i Hydramara. Drugi klad obejmuje pozostałe rodzaje współczesne. W jego obrębie najwcześniej, bo na początku kredy późnej oddzieliła się linia ewolucyjna rodzaju Limnohydrobius. Pod koniec kredy późnej oddzielił się rodzaj Hydrobius, a w eocenie rodzaj Sperchopsis.